# Madhuca sericea
Madhuca sericea là một loài thực vật có hoa trong họ Hồng xiêm. Loài này được (Miq.) S.Moore mô tả khoa học đầu tiên năm 1926.